# Fish Pool

Logo

Fish Pool ASA ist ein regulierter Handelsplatz für finanzielle Lieferkontrakte von Meeresfrüchten und Fisch, insbesondere Lachsen, im norwegischen Bergen.
Hauptgesellschafter des Handelsplatzes sind die Imarex Group und der Energieversorger Bergen Energi. Der Handel wurde 2006 aufgenommen und verläuft nach den Regeln einer Terminbörse unter Aufsicht der norwegischen Finanzaufsicht. Geschäfte können sowohl bilateral als auch durch Clearing (über NOS Clearing ASA) abgewickelt werden. Fish Pool ist der weltweit einzige Handelsplatz für Derivate von Fisch und Meeresfrüchten; im Jahr 2009 wurden knapp 150.000 Terminkontrakte gehandelt.